# Yigoga amasicola
Yigoga amasicola là một loài bướm đêm trong họ Noctuidae.